# アランデール (フォルカーク)
アランデール (Allandale) は、スコットランドのフォルカーク・カウンシル・エリアの領域内にある小さな村。アランデールは、ボニーブリッジの南西 1.6マイル (2.6 km)、カンバーノールドの北東 3.5マイル (5.6 km)、フォルカークの西南西 5.4マイル (8.7 km)に位置している。この村は、全体が、ボニーブリッジとカースルケアリを結ぶ道路である B816 の区間に沿ったテラスハウスの列を成している。村の北端はフォース・アンド・クライド運河、南端はロンドン・ミッドランド・アンド・スコティッシュ鉄道 (LMS) によって区画されている。

## 歴史
アランデールの村は、J・S・ステイン社 (J.G Stein and Co.) が新設した煉瓦工場で働く労働者たちを収容するために、1904年に建設された。さらに数年後には、経営陣や事務スタッフのためのダンダス・コテッジズ (Dundas Cottages) が建設され、さらに後の1960年代にはカウンシルがさらに住宅を追加して建設した。

## スポーツ
1970年に、ステイン社の煉瓦工場の労働者たちがサッカーのチームを作り、創業者ジョン・ステイン (John Stein) の名前に因んで、ステインズ・シスルズ (Steins Thistle) というフットボール・クラブが結成された。その後、工場は閉鎖されたが、フットボール・クラブは存続しており、中部スコットランド・アマチュア・リーグに参加している。